# Francisco Tadeo Díez de Medina
Francisco Tadeo Díez de Medina y Vidango (La Paz, actuelle Bolivie, 1725 ‒ prob. Santiago du Chili, 1803) était un haut fonctionnaire colonial espagnol, en poste en Amérique du Sud.
Membre d’une famille de notables criollo et négociant fortuné, il fut à deux occasions maire ordinaire de La Paz en même temps que juge, auquel titre il fut responsable en 1781 du supplice infligé à Túpac Katari, chef d’une insurrection indienne. Tandis qu’il siégeait, à un âge déjà avancé, comme auditeur à la Real Audiencia du Chili, il lui fut donné d’occuper en qualité de suppléant, entre décembre 1801 et janvier 1802, le poste de gouverneur du Chili. 

## Biographie
Né à La Paz, au sein d’une famille criollo très aisée, Díez de Medina fit des études à l’université San Francisco Xavier de Chuquisaca (nom ancien de Sucre) et sut, par des négoces fructueux, augmenter considérablement le patrimoine familial, jusqu’à devenir l’un des commerçants les plus prospères du XVIIIe siècle dans sa colonie. Sa richesse, répartie en haciendas, biens-fonds urbains et commerces d’envergure locale ou internationale, formait le support de six familles de négociants latifondistes. Pour sa propre résidence, il fit construire l’édifice actuellement dénommé Palacio de los Condes de Arana (Palais des comtes d’Arana), qui, sis à l’un des angles de la place Murillo, héberge aujourd’hui le musée national bolivien des Arts.
Il fut à deux reprises maire ordinaire (alcalde ordinario) de La Paz, et exerça parallèlement la fonction de juge. Après l’échec du soulèvement indien de Túpac Katari, qui avait éclaté dans le sillage de l’antérieure révolte de Túpac Amaru II, ce fut Diez de Medina qui, en tant que juge, condamna le meneur indien Julián Apaza, alias Túpac Katari, au supplice de l’écartèlement. Dans sa sentence de 1781, il souligna : 

« Il ne convient ni au roi, ni à l’État, que subsiste quelque semence ou trace que ce soit de ce Tupaj Amaru et de ce Tupaj Katari, ou de tout autre, compte tenu du grand bruit et de la grande impression que ce maudit nom a faits chez les naturels... Car, dans le cas contraire, il agirait comme un ferment perpétuel... »

— Francisco Tadeo Diez de Medina y Vidango
À partir de 1801, âgé déjà de 76 ans, il siégea comme juge (oidor, auditeur) à la Real Audiencia du Chili, et, après que José de Santiago Concha Jiménez Lobatón eut été rappelé à Buenos Aires, il fit office pendant quelques semaines (de décembre 1801 à janvier 1802) de gouverneur du Chili, jusqu’à l’entrée en fonction de Luis Muñoz de Guzmán, successeur désigné par le roi Charles IV, et venu de Lima.